# 真共产主义者
真共产主义者（羅馬化：Istinnye kommunisty）是已知最早的苏联地下反斯大林主义共产主义青年团体之一。第二次世界大战前的1940年，该组织在吉尔吉斯苏维埃社会主义共和国贾拉拉巴德市秘密成立。
1940年10月，贾拉尔阿巴德第一中学的高年级学生伊凡·雅楚克和尤里·肖克成立了一个名为“真共产主义者”的团体，后来其他九年级学生也加入了该团体。该组织的核心成员包括伊凡·雅楚克、尤里·肖克、亚历山大·耶林、沙米尔·古巴伊杜林和卡米尔·萨拉胡丁诺夫。他们认为约瑟夫·斯大林在苏联建立的政权是反革命的，并以打击党的活动和政府行为为任务。他们主张回归未受个人崇拜腐蚀的马克思主义，因取名为“真共产主义者”。这5名成员的社会背景不同：伊凡·雅楚克和亚历山大·耶林来自农民家庭；沙米尔·古巴伊杜林和卡米尔·萨拉胡丁诺夫来自职员家庭，而尤里·肖克的父母是蓝领工人。肖克的父亲在1937年遭受迫害，母亲则在1938年被从列宁格勒驱逐。该团体召开会议，讨论全联盟共产党（布尔什维克）中央和苏联政府的某些行动，规划组织的活动，并研究马克思主义经典著作。学校的其他学生逐渐参与该团体的活动，但在制作和散发“反苏”传单后，伊凡·雅楚克、尤里·肖克和亚历山大·耶林于1940年12月19日被逮捕。4天后，沙米尔·古巴伊杜林被逮捕。1941年1月26日，最后一位成员卡米尔·萨拉胡丁诺夫被逮捕。
作为“反革命”小组的创始人，十年级的伊凡·雅楚克和尤里·肖克均被判处10年监禁，并剥夺5年选举权。他们的朋友——亚历山大·耶林和沙米尔·古巴伊杜林——均被判处8年监禁，并剥夺3年选举权。卡米尔·萨拉胡丁诺夫被判处6年监禁，并剥夺2年选举权。